# 자유민주당 (영국)

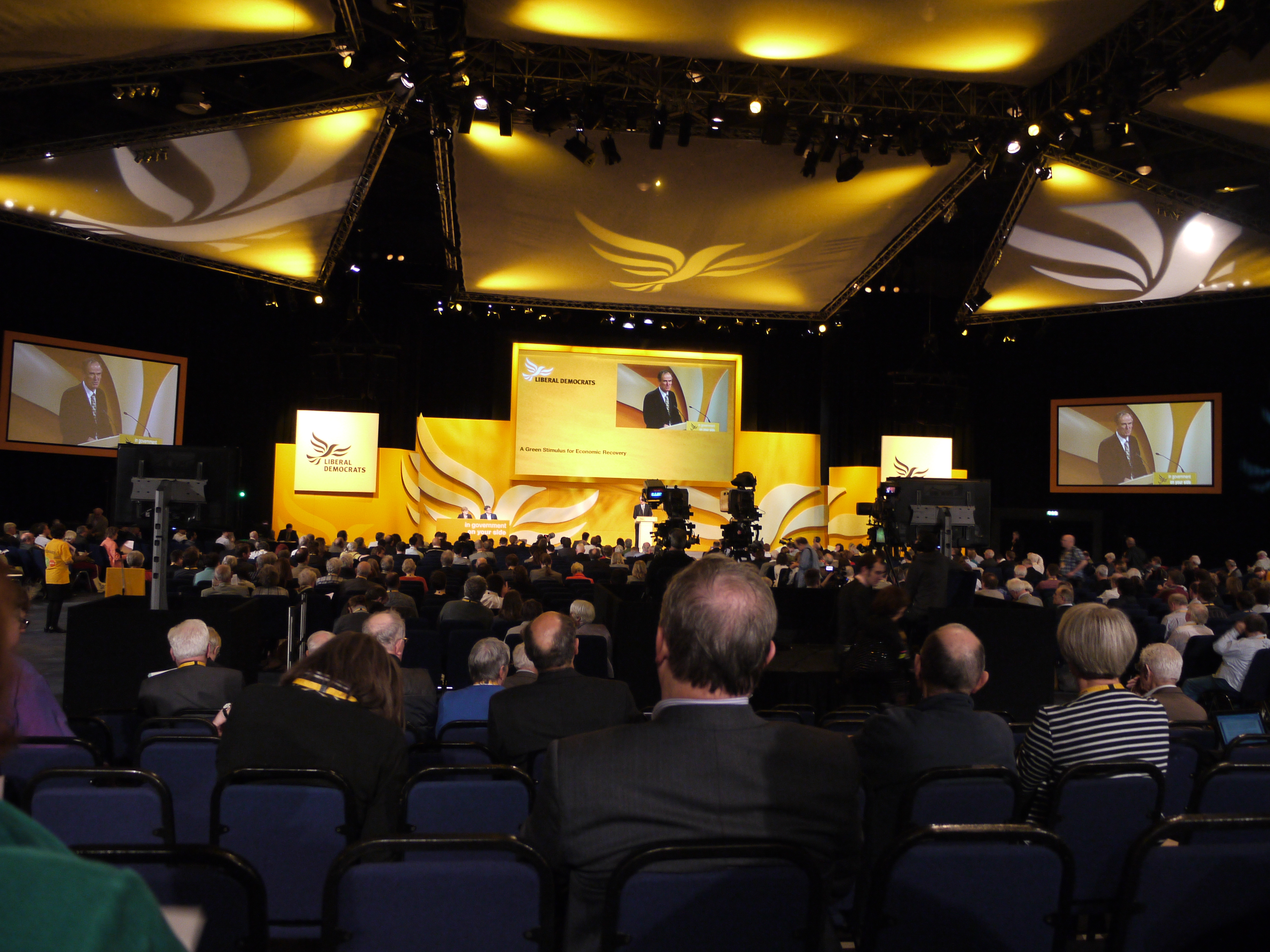

자유민주당(自由民主黨, Liberal Democrats)은 영국의 자유주의 정당이다. 자유민주당은 영국에서 노동당과 보수당 다음으로 3번째로 많은 의석 수를 차지하고 있었으나 2015년 총선에서 참패를 당함으로써 전체 지지율에서는 영국 독립당에, 의석 수 기준으로는 스코틀랜드 국민당에 밀려 제 4정당으로 추락하였다.
1988년에 이전 1983년과 1987년의 총선에서 서로 연대('SDP-Liberal Alliance')한 기존 영국 사회민주당(SDP)과 자유당(기존 휘그당을 계승한 정당)의 합당으로 세워진 이 정당은 현재 국제자유주의연합의 회원이다.
패디 애시다운의 지도 아래 1997년 총선에서 45석을 확보하며 재기에 사실상 성공한 이후, 닉 클레그의 지도 아래 2010년 4월 기준으로, 5월 6일에 있을 영국 총선의 과정에서 상당한 영향력을 행사하고 있다.

## 2010년 총선
총선 이전, 자유민주당은 각종 여론조사에서 집권여당인 노동당과 지지율 2위 자리를 경쟁하고, 한 때는 자유민주당이 집권여당이 될 수 있다는 조사도 있었으나 5월 6일 총선 결과, 57석에 그치며 기존의 선거결과와 마찬가지로 보수당과 노동당에 밀려 원내 제3당에 머물렀다.
총선 결과, 과반을 차지한 정당이 없기 때문에 헝 의회(Hung Parliament)가 되었다. 총선에서 306석을 획득하여 원내 제1당이 된 보수당은 자유민주당과 연정 수립 논의를 한 끝에 자유민주당이 보수당 정부에 참여하게 되어 보수당-자유민주당 연립정부가 수립되었다. 이후 보수당 당수인 데이비드 캐머런은 총리에 임명되었고, 자유민주당 당수인 닉 클레그는 부총리에 내정되었다.

## 역대 선거 결과
| 선거 | 당선자   | 득표율 |
| ---- | -------- | ------ |
| 1992 | 20 / 651 | 17.8%  |
| 1997 | 46 / 659 | 16.8%  |
| 2001 | 52 / 659 | 18.3%  |
| 2005 | 62 / 646 | 22.0%  |
| 2010 | 57 / 650 | 23.0%  |
| 2015 | 8 / 650  | 7.9%   |
| 2017 | 12 / 650 | 7.4%   |
| 2019 | 11 / 650 | 11.6%  |

## 같이 보기
- 노동당 (영국)
- 보수당 (영국)
- 민주운동 (프랑스)
- 자유주의

### 지역 자유민주당 홈페이지
- Liberal Democrats' official website

### 상원 단체
- English Liberal Democrats
- Scottish Liberal Democrats
- Welsh Liberal Democrats
- Alliance Party of Northern Ireland 보관됨 2014-08-11 - 웨이백 머신 (formal sister party, although not officially part of the Lib Dems)

### 정당 단체
- Association of Liberal Democrat Councillors
- Liberal Democrats in Business
- Liberal Democrat Parliamentary Candidates Association
- Lesbian, Gay, Bisexual, Transgender + Liberal Democrats
- Liberal Youth
- Liberal International British Group
- Social Liberal Forum
- The Beveridge Group
- Liberal Democrats Online
- Liberal Democrat Christian Forum
- Association of Liberal Democrat Engineers and Scientists

### 이력 정보
- Liberal Democrat History Group
- An archive of Liberal/SDP/Liberal Democrat electoral manifestos from 1900–present

### 기타 홈페이지
- (영어) 자유민주당 - 가디언
- Lib Dem Blogs, an aggregator of Liberal Democrat blogs
- Orpington Liberal Club
- "Electoral reform – A vote of principle", The Guardian, 3 July 2010.
- Lib Dem Voice – the most-read independent website by and for Lib Dems.